# Antiga Farmàcia Comabella
L'antiga farmàcia Comabella (actualment Mas i Docampo) és un establiment situat al carrer del Carme, 23 de Barcelona, catalogat com a establiment de gran interès (categoria E1).

## Història
El 1864, el farmacèutic Modest Montesinos va presentar un projecte per a l'aparador de la Botica de Belén, signat pel mestre d'obres Pau Jambrú. El 1880, l'establiment va passar a mans del farmacèutic Felip Comabella i Guimet: «Comabella (Felipe), botica y laboratorio. Fábrica de gránulos y grajeas medicinales de todas clases, calle del Cármen, 23.»
Després de la seva mort el 1901, la farmàcia va ser heretada pel seu fill Joan Comabella i Maluquer, que va fer reformar l'interior i el mobiliari per l'arquitecte Guillem Busquets i Vautravers, època de la qual es conserven els aplacats de marbre rosat i verd i, sobretot, els aplics metàl·lics en forma d'arbust que envolten el balcó de l'entresòl. Entre els productes del seu laboratori hi havia el «Vi Restaurador Comabella», a base d'extracte de fetge de bacallà.
Joan Comabella va morir el 1921 i la farmàcia passà a mans de la seva vídua. El seu fill Manuel Comabella i Maluquer va continuar el negoci fins al 1946, quan va ser traspassat a Josep Maria Mas i Grau. El 1997 passà a mans de la seva filla Montserrat Mas i Docampo.

## Descripció
La farmàcia, a la dreta del portal principal, té una sola obertura que consisteix en una estructura decorativa aplacada a la façana que s'estén fins a la planta entresòl. Aquesta és de marbre, sobre un sòcol de marbre negre formant un gran portal de brancals i llinda recta amb motllures a les cantoneres interiors. A l'accés hi ha una zona de vestíbul amb una porta central i dos aparadors laterals, amb estructura de fusta, fins a mitja alçada. La barana del balcó presentava un escut coronat de fulles que, durant la dècada del 2000 fou substituït per l'actual medalló octogonal amb dos músics tocant un saxòfon.
Pel que fa a l'interior, es conserva el paviment de mosaic de tessel·les amb motius florals i figures geomètriques. L'espai interior es divideix en dos per un primer taulell de fusta. Destaca el mobiliari disposat de manera perimetral a tots els murs perimetrals de l'establiment, prestatges, armaris amb vitrines i el mostrador. Les decoracions del mobiliari reprodueixen unes grans flors i formes circulars que apareixen també a una sanefa del sostre. Cal destacar també les vuit fornícules que s'arrengleren als armaris on hi ha grans flascons de vidre.